# ماوان، هبئی
ماوان، هبئی (به لاتین: Mawan) یک شهرک در جمهوری خلق چین است که در تیانمن واقع شده‌است. ماوان ۳۸٫۶۷ کیلومتر مربع مساحت و ۴۰٬۹۸۴ نفر جمعیت دارد و ۳۱ متر بالاتر از سطح دریا واقع شده‌است.